# Kir

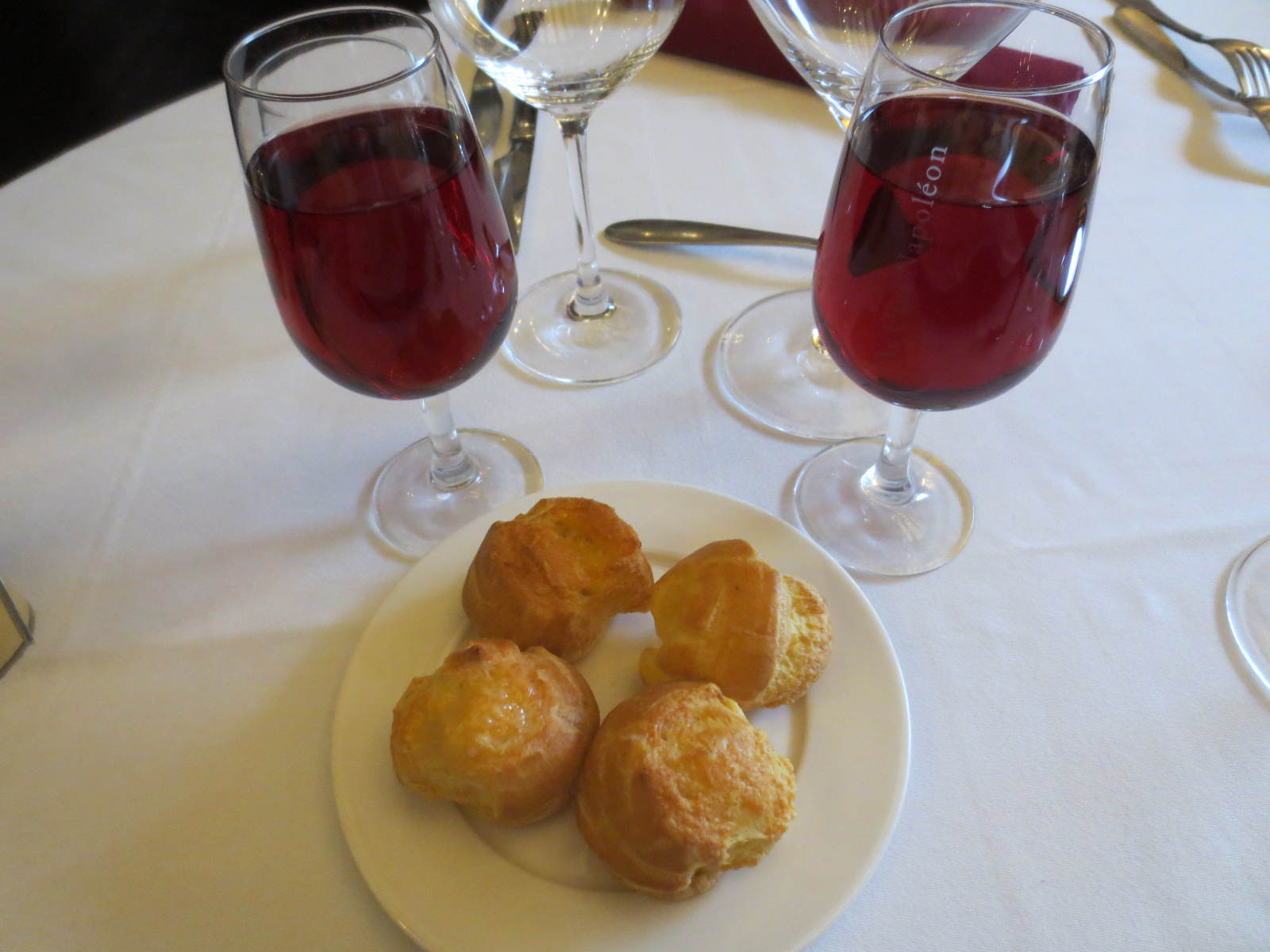
Typická kombinace; kir a smažené sýrové gougères

Kir je koktejl, směs bílého vína a likéru z černého rybízu (crème de cassis). Pochází z Burgundska a užívá se hlavně ve Francii jako oblíbený aperitiv.

## Popis
Ze silně aromatických bobulí černého rybízu se v okolí Dijonu tradičně vyrábí likér crème de cassis, který se také míchal se suchým burgundským bílým vínem v různém poměru. V současnosti je obvyklý poměr 1:10. Osvěžující nápoj má medovou až temně červenou barvu a zajímavou chuť. V různých oblastech Francie, v Lucembursku a v Alsasku se vyrábí a prodává v mnoha variantách, například s likérem z broskví, z moruší, z grapefruitu aj.

## Historie
V roce 1952 se nápoj začal vyrábět průmyslově, a to podle receptu kanovníka Felixe Kira, který byl v letech 1945–1968 starostou města Dijonu. Odtud pochází název Kir.

## Varianty
Nejčastěji se používá víno odrůdy Aligoté. Vylepšením receptu je kir royal (královský kir), v němž se místo vína používá sekt, ideálně šampaňské víno. Víno se dá také nahradit cidrem.